# Rancho Murieta
Rancho Murieta es un lugar designado por el censo ubicado en el condado de Sacramento en el estado estadounidense de California. En el año 2000 tenía una población de 4,193 habitantes y una densidad poblacional de 135.7 personas por km². Rancho Murieta forma parte del área metropolitana de Sacramento.

## Geografía
Rancho Murieta se encuentra ubicado en las coordenadas 38°30′N 121°5′O / 38.500, -121.083. Según la Oficina del Censo, la ciudad tiene un área total de 30,9 km² (11,9 mi²), de la cual 30,8 km² (11,9 mi²) es tierra y 0,1 km² (0 mi²) (0.42%) es agua.

## Demografía
Según la Oficina del Censo en 2000 los ingresos medios por hogar en la localidad eran de $82,130, y los ingresos medios por familia eran $89,635. Los hombres tenían unos ingresos medios de $70,382 frente a los $36,923 para las mujeres. La renta per cápita para la localidad era de $44,010. Alrededor del 2.0% de la población estaban por debajo del umbral de pobreza.